# Srbica
Srbica (serb.-cyrylica Србица, alb. Skënderaj) – miasto w środkowym Kosowie (region Mitrovica), nad rzeką Drenicą, liczy około 10 tys. mieszkańców (2006). Od 2021 roku burmistrzem miasta jest Fadil Nura.